# Axel August Cronhielm
Axel August Cronhielm, född den 31 juli 1839 i Södra Fågelås socken, Skaraborgs län, död den 29 oktober 1919 i Stockholm,  var en svensk greve och diplomat. Han var son till Polykarpus Erik Cronhielm och måg till Carl Magnus Creutz.
Cronhielm blev student vid Uppsala universitet 1860 och avlade kansliexamen där 1864. Han blev attaché i Köpenhamn 1866, andre sekreterare i Utrikesdepartementet 1870 och förste sekreterare där 1876. Cronhielm var registrator vid Kunglig Majestäts orden 1881–1883. Han blev legationssekreterare i Köpenhamn 1883 och i Wien 1887 samt legationsråd 1889. Cronhielm blev tillförordnad chargé d'affaires i Lissabon 1890 och ordinarie 1896 samt tillförordnad generalkonsul där 1890 och ordinarie 1896. Han beviljades avsked 1901. Cronhielm blev riddare av Nordstjärneorden 1881 och kommendör av andra klassen av samma orden 1896. Han vilar på Norra begravningsplatsen utanför Stockholm.